# 胡家沟砖塔
胡家沟砖塔，位于山西省吕梁市兴县蔡家崖乡胡家沟村，是中华人民共和国全国重点文物保护单位之一。
2004年6月10日公布为山西省文物保护单位。2019年10月7日公布为第八批全国重点文物保护单位。